# Acalypha bipartita
Acalypha bipartita é uma espécie de flor do gênero Acalypha, pertencente à família Euphorbiaceae.